# Mineral Trioxid Aggregat
Mineral Trioxid Aggregat (MTA) ist ein Füllmaterial in der Zahnheilkunde. Es handelt sich dabei um einen modifizierten hochreinen Portlandzement. Die Anwendung in der Zahnheilkunde, und hier insbesondere in der Endodontologie, wurde zuerst in den 1990er Jahren von einer Forschungsgruppe an der Universität von Loma Linda unter der Leitung von Mahmoud Torabinejad erforscht.

## Eigenschaften
Die Hauptbestandteile von MTA sind Calciumsilicat, Tricalciumaluminat und Calciumoxid. Zur Erhöhung der Radioopazität wird Bismut(III)-oxid hinzugefügt. Unter Zugabe von sterilem destilliertem Wasser zum Pulver entsteht zunächst ein kolloidartiges Gel, das dann innerhalb von circa drei Stunden aushärtet. MTA ist dabei weitgehend feuchtigkeitsunempfindlich. Bezüglich der Randdichtigkeit erweist es sich beispielsweise in Penetrationstests alternativen Materialien als mindestens gleichwertig; verschiedene Studien finden für MTA überlegene Werte. Die Biokompatibilität von MTA ist sehr gut, als einziges Material unter solchen mit ähnlicher Funktion induziert es eine Wurzelzementneubildung an der Oberfläche zum Parodont.

### Bestandteile
- Tricalciumsilicat (CaO)3·SiO2
- Dicalciumsilicat (CaO)2·SiO2
- Tricalciumaluminat (CaO)3·Al2O3
- Gips CaSO4·2 H2O
- Bismut(III)-oxid Bi2O3

Ursprünglich wurde MTA als graues Pulver (GMTA) ausgeliefert, das außerdem Tetracalciumaluminatferrit ((CaO)4·Al2O3·Fe2O3) enthielt. Seit 2002 wird es auch als weißes Pulver (WMTA) ausgeliefert, das diesen Bestandteil nicht mehr enthält. Die Abbindezeit von GMTA beträgt ca. 175 Minuten, die von WMTA ca. 140 Minuten.

## Anwendung
MTA findet Anwendung bei direkten Überkappungen, retrograden Wurzelfüllungen, Apexifikationen, internen und externen Wurzelresorptionen und Wurzelperforationen.
MTA zeigt in der Milchzahntherapie klinisch und radiologisch in allen Phasen, bis zum Zahnwechsel, signifikant mehr Erfolg als die Alternativpräparate. MTA fördert die Regeneration der Milchzahnpulpa und wird deshalb zur Pulpotomie empfohlen.
Nach Ansicht von schweizerischen Wissenschaftlern bieten die vorhandene Literatur und klinische Studien eine solide Grundlage, MTA durch den wesentlich preisgünstigeren Portlandzement zu ersetzen. Schweizer Wissenschaftler hatten deshalb einen medizinischen Portlandzement entwickelt, der in seiner Chemie dem kommerziellen MTA (ProRoot®/Dentsply) entspricht, aber wesentlich preisgünstiger ist.